# ヒオウギ
ヒオウギ（檜扇、学名：Iris domestica）は、アヤメ科アヤメ属の多年草である。
従来はヒオウギ属（Belamcanda）に属するとされ、B. chinensisの学名を与えられていたが、2005年になって分子生物学によるDNA解析の結果からアヤメ属に編入され、現在の学名となった。

## 特徴
ヒオウギは山野の草地や海岸に自生する多年草である。高さは60 - 120センチメートル程度。葉は長く扇状に広がり、宮廷人が持つ檜扇に似ていることから命名されたとされる。烏扇（からすおうぎ）とも呼称される。
花は8月ごろに咲き、直径は5 - 6センチメートル程度。花被片はオレンジ色で赤い斑点があり、放射状に開く。午前中に咲き、夕方にはしぼむ一日花である。種子は4ミリメートル程度で黒く艶がある。
日本では本州（青森県鰺ヶ沢以南）・四国・九州、沖縄に分布する。

## 文化・産業
黒い種子は俗に射干玉（ぬばたま・ぬぼたま・むばたま）と呼ばれ、和歌では「黒」や「夜」にかかる枕詞としても知られる。烏玉、烏羽玉、野干玉、夜干玉などとも書く。和菓子の烏羽玉（うばたま）はヒオウギの実を模したもので、丸めた餡を求肥で包んで砂糖をかけたものや黒砂糖の漉し餡に寒天をかけたものなどがある。
花が美しいことからしばしば栽培され、生花店でも販売される。関西地方を中心として名古屋から広島にかけ、生け花の7月初旬の代表的な花材である。特に京都の祇園祭や大阪の天神祭では、床の間や軒先に飾る花として愛好されている。
生花はほとんどが徳島県神山町産のものである。神山では1955年からヒオウギの生産が始まり、1976年にウイルス病による全滅の危機に襲われたが、品質向上技術の開発により、1970年代前半には70軒が栽培して最盛期となり、徳島県の特産品にもなった。その後、価格低迷や生産者の高齢化などにより、2016年には10軒のみの生産に減少した。
ヒオウギの根茎部を掘り起こして水洗いし、陽乾させたものはヤカン（射干）と呼ばれる生薬となる。

## 参考画像

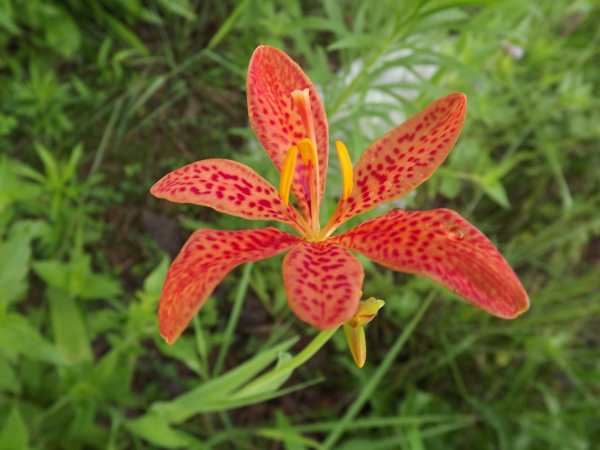
ヒオウギ
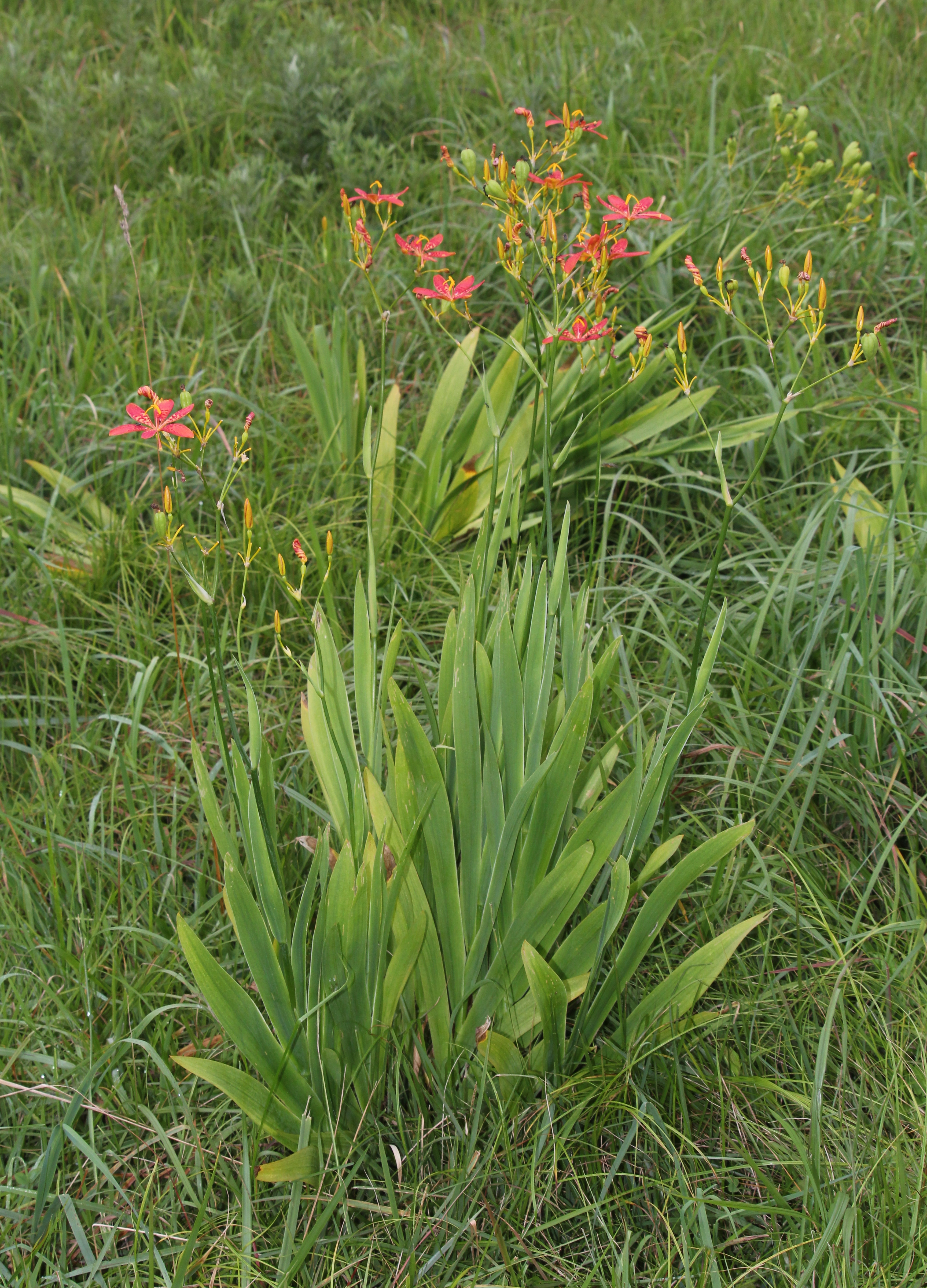
ヒオウギ
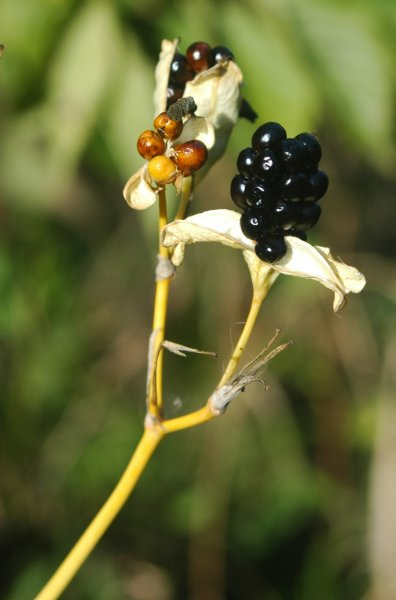
ヒオウギの種子